# Runas ligadas

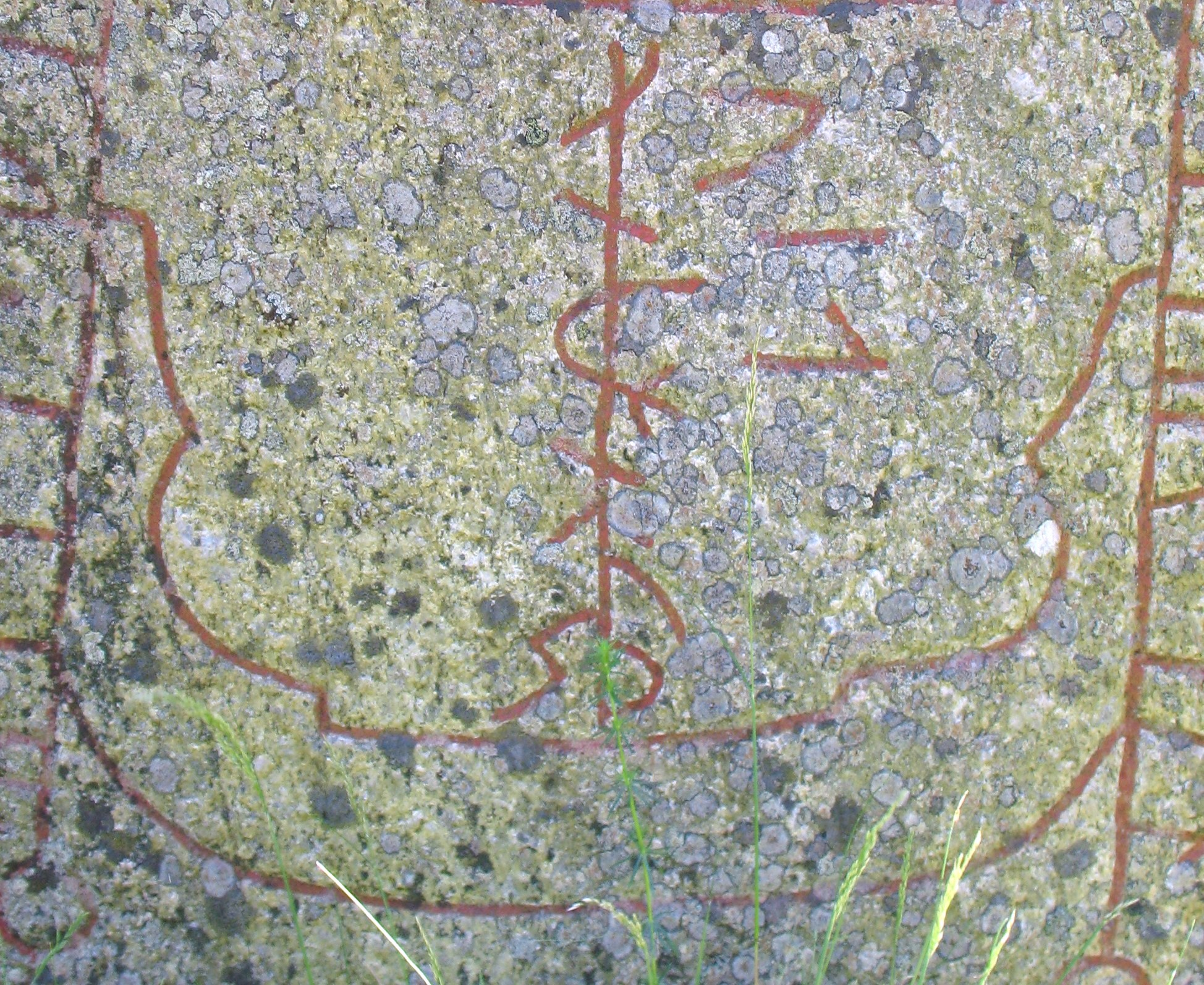
Grabado de un barco en cuyo mástil hay runas ligadas, en las que se lee de abajo arriba:
þ-r-u-t-a-R- -þ-i-a-k-n (fuerte noble) en la piedra rúnica Sö 158 en Ärsta (Södermanland).

Las runas ligadas se producen al enlazar dos o más runas por medio de un trazo compartido. La ligadura de runas fue extremadamente rara en las inscripciones de la época vikinga, pero fue corriente antes (inscripciones en protonórdico) y después, en las del resto de la Edad Media.
Las runas ligadas podían usarse con fines ornamentales, o bien para destacar una palabra o un nombre, como por ejemplo el nombre del maestro grabador.

## Ejemplos

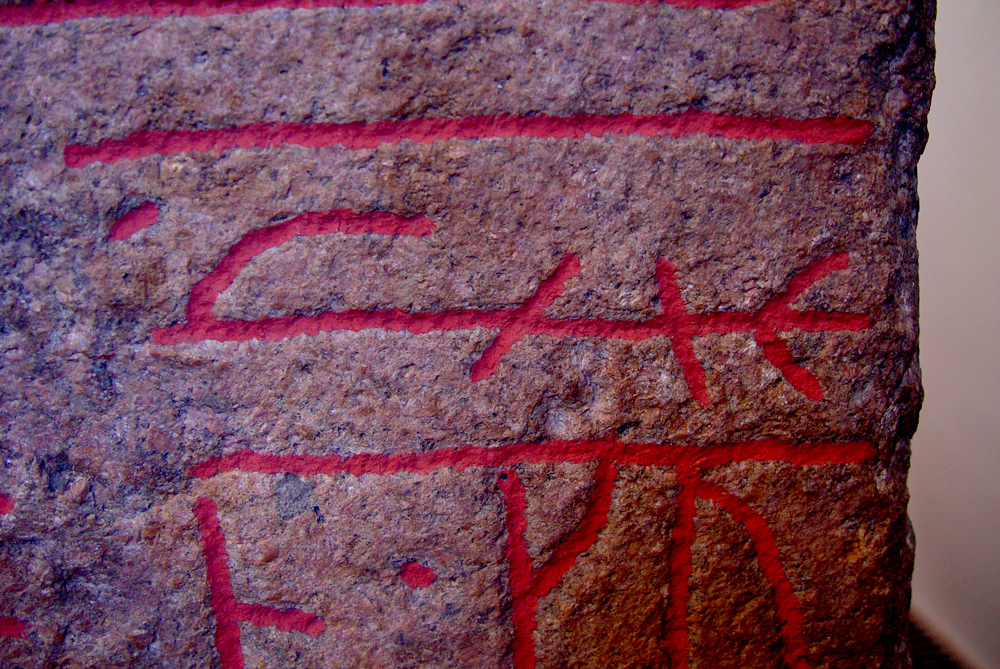
Runas enlazadas de la piedra de Sønder Kirkeby (Dinamarca), donde se lee de dcha. a izq. unar

Runas tiwaz apiladas.

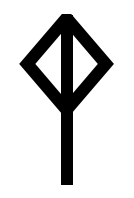
Runas íss (I) e ing ligadas en una runa.

### Futhark antiguo
Entre los ejemplos encontrados en inscripciones con runas del alfabeto futhark antiguo están:
- Las runas tiwaz apiladas aparecen en varias inscripciones como: la piedra de Kylver y la inscripción Seeland-II-C. Se cree que es una forma de invocación mágica.
- Runas gebo combinadas con vocales: inscripción Kragehul I.

### Futhorc
También hay ejemplos con runas del alfabeto futhorc anglosajón:
- La runa del futhorc ior () es el producto de la ligadura de las runas gyfu (X) e ís (I).

### Futhark joven
A pesar de su escasez también se pueden ver ejemplos de runas ligadas en las inscripciones escritas con el futhark joven en la época vikinga:

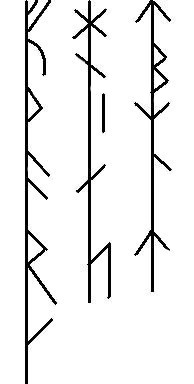
Inscripción completa enlazada, salvo la runa íss.
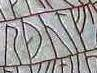
Runas ár () y thurs ( ) ligadas en una (2ª por izq.) en un detalle de la piedra de Rök.
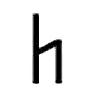
Runa sól () en ligadura con forma de silla del futhark joven.
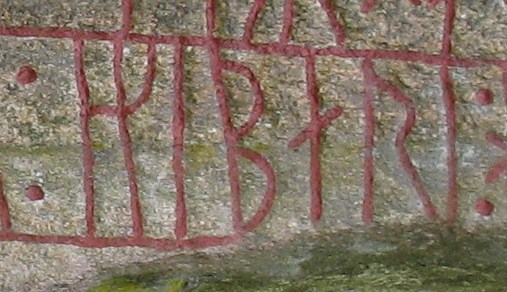
Runas sól y kaun () ligadas en la inicial de la palabra del nórdico antiguo skipari (marinero) en la piedra rúnica de Tuna en Småland.

### Uso moderno
- El logotipo de Bluetooth es una runa ligada en la que se unen las runas hagall () y berkana () que equivale a las iniciales H.B. del rey danés Harald Blåtand (Harald "Dienteazul").